# 2155 Wodan
2155 Wodan este un asteroid din centura principală, descoperit pe 24 septembrie 1960 de PLS.